# ویلیام سادرلند (فیزیکدان)
 ویلیام سادرلند (انگلیسی: William Sutherland؛ زاده ۱۸۵۹ درگذشته ۱۹۱۱) یک فیزیک‌دان اهل استرالیا بود.